# Хватков, Михаил Петрович

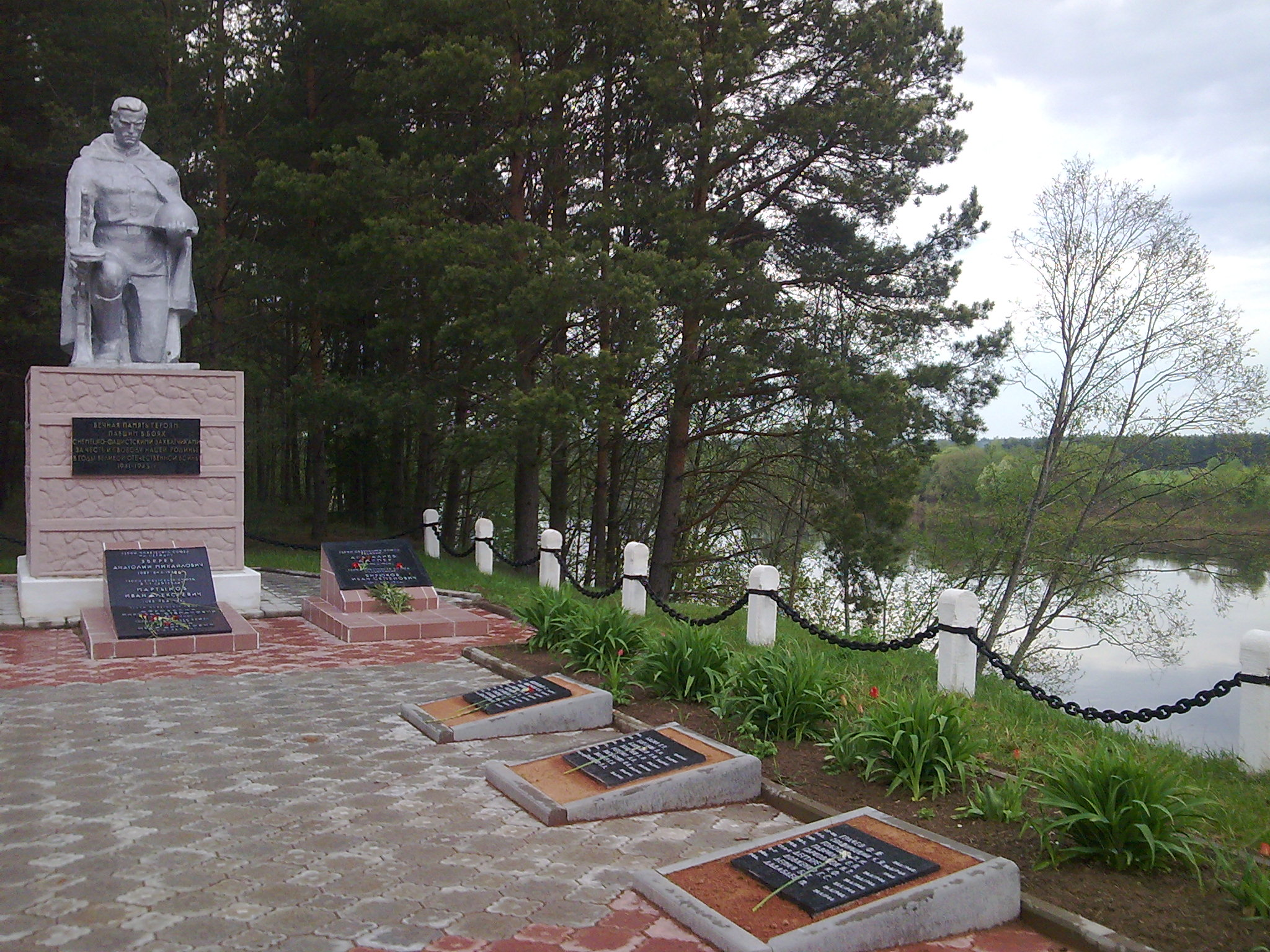
Мемориальный комплекс в Узречье, где похоронен М. П. Хватков

Михаил Петрович Хватков (1925—1944) — гвардии ефрейтор Рабоче-крестьянской Красной Армии, участник Великой Отечественной войны, Герой Советского Союза (1945).

## Биография
Михаил Хватков родился 24 ноября 1925 года в селе Луговое (ныне — в черте Ульяновска). После окончания семи классов школы работал в колхозе. В 1943 году Хватков был призван на службу в Рабоче-крестьянскую Красную Армию. С того же года — на фронтах Великой Отечественной войны.
К июню 1944 года гвардии ефрейтор Михаил Хватков был сапёром 76-го отдельного гвардейского сапёрного батальона 67-й гвардейской стрелковой дивизии 6-й гвардейской армии 1-го Прибалтийского фронта. Отличился во время освобождения Витебской области Белорусской ССР. 22 июня 1944 года Хватков участвовал в прорыве немецкой обороны в районе деревни Сиротино Шумилинского района, лично проделал два прохода в немецких полях, обезвредив 64 мины. 24 июня 1944 года он изготовил плот и за последующие сутки переправил через Западную Двину в районе деревни Узречье Бешенковичского района около 60 бойцов и командиров с вооружением, во время обратных рейсов переправлял раненых. 25 июня 1944 года Хватков погиб в бою.
Похоронен в деревне Узречье в братской могиле, где сооружен мемориальный комплекс в память погибших воинов 6-й гвардейской армии.

## Награды и звания
Указом Президиума Верховного Совета СССР от 24 марта 1945 года гвардии ефрейтор Михаил Хватков посмертно был удостоен высокого звания Героя Советского Союза. Также был награждён орденом Ленина и медалью.

## Память
Похоронен в деревне Узречье Улльского сельсовета Бешенковичского района Витебской области Беларуси.
В честь Хваткова названа школа и улица в Ульяновске, установлен бюст в его родном селе.